# Michael Trowitzsch
Michael Trowitzsch (* 6. Juli 1945) ist ein deutscher evangelischer Theologe und emeritierter Hochschullehrer.

## Leben
Nach der Promotion zum Dr. theol. im Jahr 1974 an der Universität Tübingen habilitierte er sich 1981 ebenfalls in Tübingen. Nach dem Vikariat und seiner Ordination war Trowitzsch von 1980 bis 1982 als Pfarrer in Täbingen im Zollernalbkreis tätig.
Anschließend lehrte Michael Trowitzsch als Professor für Systematische Theologie von 1983 bis 1993 an der theologischen Fakultät der Universität Münster und von 1993 bis zu seiner Emeritierung im Jahr 2010 an der Friedrich-Schiller-Universität in Jena. Seinen Ruhestand verbrachte er zunächst in Weimar. Seit 2018 lebt Trowitzsch wieder in seiner alten Heimat Schleswig-Holstein.

## Schriften (Auswahl)
- Zeit zur Ewigkeit. Beiträge zum Zeitverständnis in der 'Glaubenslehre' Schleiermachers. München 1976, ISBN 3-459-01066-5.
- Verstehen und Freiheit. Umrisse zu einer theologischen Kritik der hermeneutischen Urteilskraft. Zürich 1981, ISBN 3-290-17126-4.
- Gott als "Gott für dich". Eine Verabschiedung des Heilsegoismus. München 1983, ISBN 3-459-01475-X.
- Die bunte Gnade Gottes. Von der Einbildungskraft des Glaubens. München 1988, ISBN 3-459-01726-0.
- Technokratie und Geist der Zeit. Beiträge zu einer theologischen Kritik. Tübingen 1988, ISBN 3-16-345399-6.
- Leben in einem Haus aus Licht. Über die Menschlichkeit Gottes. Freiburg i. Br. 1993, ISBN 3-451-23180-8.
- Über die Moderne hinaus. Theologie im Übergang. Tübingen 1999, ISBN 3-16-147099-0.
- Niemand sah den Engel der Frühe. Jenaer Predigten. Bielefeld 2000, ISBN 3-7858-0417-2.
- Karl Barth heute. Göttingen 2007, 2. grundlegend überarb. Aufl. Göttingen 2012, ISBN 978-3-525-57123-1.
- Trost und Trotz. Evangelische Predigten. Weimar 2012, zweite Aufl. 2014, ISBN 978-3-86160-260-6.
- Christus allein. Vom Fährmann der Zeit. Leipzig 2018, ISBN 978-3-374-05509-8.
- Die große Begebenheit. Biblische Szenen, Zeichen und Bilder. Kamen 2020, ISBN 978-3-89991-225-8.
- Von der Treue Christi zur Welt. Göttingen 2023, ISBN 978-3-525-58182-7.